# Subregión del Suroriente (Norte de Santander)
La subregión Suroriente es una de las 6 subregiones del departamento colombiano de Norte de Santander. Se ubica en el sureste del departamento y está integrada por los siguientes 7 municipios:
- Bochalema
- Chinácota
- Durania
- Herrán
- Labateca
- Ragonvalia
- Toledo